# 西底家洞
西底家洞（Zedekiah's Cave）又名所罗门采石场（Solomon's Quarries），是一个5-英畝（20,000-平方）的地下皇家石灰岩采石场，位于耶路撒冷老城穆斯林区下方。它已有数千年历史，是耶路撒冷最大的采石场的遗址，从耶利米洞窟和花园墓（Garden Tomb）延伸到老城的城墙。这个洞穴对于共济会具有重要意义。
西底家洞在周日至周四向公众收费开放，有导游。

## 名称
除了西底家洞和所罗门采石场，这个地方还被称为西底家石窟、苏莱曼洞、皇家洞穴、皇家采石场）和可拉洞。还有一个阿拉伯语名称棉花洞（Migharat al-Kitan），据认为该洞曾用于储存棉花。

## 地理
西底家洞的入口就在古城墙下方，介于大马士革门和希律门之间，在前者以东约150米。从狭窄的入口下坡，进入一个300英尺长的大厅。水珠的涓涓细流穿过天花板，被称为“西底的眼泪”。

## 对共济会的意义
1868年，在该洞举行了一次共济会仪式，由前任肯塔基州总导师主持。在圣地的第一个共济会会所，编号为293，1873年5月7日在该洞聚会。